# Felicity Huffman
Felicity Kendall Huffman (Bedford (New York), 9 december 1962) is een Amerikaanse actrice, vooral bekend door haar rollen in Desperate Housewives, Sports Night en Frasier.

## Biografie
Ze is geboren in de staat New York. Haar ouders scheidden nog voor Felicity een jaar oud was. In haar tienerjaren leed ze aan anorexia en boulimia. Ze heeft zes zussen en een broer.
Felicity is al meerdere malen bekroond voor haar werk. Haar rol als transgender in Transamerica en de rol van Lynette Scavo in Desperate Housewives hebben haar al respectievelijk een Golden Globe Award en een Emmy Award opgeleverd. Ze mocht dan ook lid worden van de Academy of Motion Picture Arts and Sciences, wat haar stemrecht geeft in de Oscarverkiezing.
Huffman is sinds 1997 getrouwd met William H. Macy (bekend van onder andere de film Fargo). Samen hebben ze twee dochters. In 2012 kregen Huffman en haar man op dezelfde dag allebei een ster op de Hollywood Walk of Fame. Zo'n dubbelceremonie voor een echtpaar was pas één keer eerder voorgekomen.

### Omkoopschandaal
In maart 2019 kwam naar buiten dat Huffman verdachte is in een fraudezaak waarin ouders hun kinderen 'inkochten' op prestigieuze universiteiten onder het mom van een donatie. In september 2019, nadat Huffman schuld bekende teneinde tot een gematigde straf veroordeeld te worden, kreeg zij door de rechter behalve twee weken gevangenisstraf, ook een boete van 30.000 dollar en een werkstraf van 250 uur opgelegd. In oktober 2019 zat zij haar straf uit in een federale gevangenis in Dublin, Californië.

## Filmografie
- 2019: When They See Us - Linda Fairstein
- 2008: Phoebe in Wonderland
- 2008: The Politician's Wife (pre-productie)
- 2007: Georgia Rule - Lilly
- 2005: Transamerica - Sabrina 'Bree' Osbourne
- 2004: Christmas with the Kranks - Merry
- 2004: Raising Helen - Lindsay Davis
- 2003: House Hunting - Sheila
- 2003: ‘’Frasier’’ - Julia Wilcox
- 2001: Snap Decision (tv) - Carrie Dixon
- 1999: Magnolia - Cynthia
- 1997: The Spanish Prisoner - Pat McCune
- 1995: Hackers - Prosecuting Attorney
- 1993: The X-Files - Ice - Dr. Nancy Da Silva
- 1991: Golden Years - Terry Spann
- 1990: Reversal of Fortune - Minnie
- 1988: Things Change - Wheel of Fortune girl

## Prijzen & Nominaties
OBIE Award
- 1994-1995: gewonnen voor haar rol als Donny in David Mamets Cryptogram

Academy Awards
- 2006: genomineerd voor Best Actress in a Leading Role -- Transamerica

Golden Globe Awards
- 2006: gewonnen voor Best Actress in a Motion Picture - Drama -- Transamerica
- 2006: genomineerd voor Best Actress in a TV Series - Comedy/Musical -- Desperate Housewives
- 2005: genomineerd voor Best Actress in a TV Series - Comedy/Musical -- Desperate Housewives
- 2000: genomineerd voor Best Actress in a TV Series - Comedy/Musical -- Sports Night

Emmy Awards
- 2005: gewonnen voor Best Actress in a Comedy Series -- Desperate Housewives

Independent Spirit Awards
- 2006: gewonnen voor Best Female Lead -- Transamerica

National Board of Review
- 2005: gewonnen voor Best Actress -- Transamerica

Screen Actors Guild Awards
- 2006: gewonnen voor Best TV Actress in a Comedy Series -- Desperate Housewives
- 2006: genomineerd voor Best Motion Picture Actress in a Leading Role -- Transamerica

- Bibsys: 6083164
- Biblioteca Nacional de España: XX1490493
- Bibliothèque nationale de France: cb141883725 (data)
- Catàleg d'autoritats de noms i títols de Catalunya: 981058507878806706
- Gemeinsame Normdatei: 134069595
- International Standard Name Identifier: 0000 0001 1472 6134
- Library of Congress Control Number: nr2001040199
- MusicBrainz: ec7ae132-bdd0-42ed-89a0-f6af24081b6d
- Bibliotheek van het Japanse parlement: 01160038
- Nationale Bibliotheek van Tsjechië: xx0098654
- Nationale Bibliotheek van Israël: 987007439904905171
- Nationale Bibliotheek van Polen: a0000001618429
- Nederlandse Thesaurus van Auteursnamen: 296882089
- Système universitaire de documentation: 058932518
- Virtual International Authority File: 51899532
- WorldCat: E39PBJvRXx4hwVMf7GpvpXWJjC